# Constitution (Schiff, 1798)
Die Constitution (englisch für Verfassung) ist eine hölzerne schwere Fregatte der United States Navy. Sie ist das älteste noch seetüchtige Kriegsschiff der Welt und nach Victory das zweitälteste, das noch in Dienst steht. Ihr Spitzname Old Ironsides geht auf das Gefecht mit der britischen Fregatte Guerriere im Krieg von 1812 zurück, weil Geschosse dieses Schiffs an den starken Bordwänden der Constitution abgeprallt sein sollen. Ihre lange aktive Dienstzeit, der Umstand, dass sie nie besiegt wurde, vor allem aber drei erfolgreiche Gefechte der Constitution gegen britische Kriegsschiffe begründeten die große nationale Bedeutung der Fregatte für die Vereinigten Staaten. Zudem leisteten zahlreiche ihrer Kommandanten und Besatzungsmitglieder wie Stephen Decatur, Isaac Hull, William Bainbridge u. a. in späterer Folge einen namhaften Beitrag beim Aufbau der US Navy. Auch im britischen maritimen Diskurs spielten die unerwarteten Niederlagen gegen die Constitution und ihre Schwesterschiffe eine Rolle.

## Entwurf, Bau und Stapellauf 1794–1797

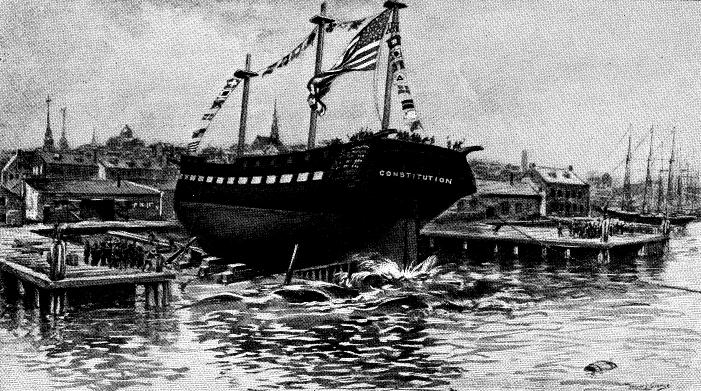
Stapellauf der Constitution 1797

Die Constitution war eine von sechs Fregatten, die aufgrund des Marinegesetzes von 1794 gebaut wurden. Anlass für den Aufbau von Seestreitkräften war vor allem die Bedrohung der amerikanischen Handelsflotte durch Freibeuter der Barbareskenstaaten. Drei der vorgesehenen Kriegsschiffe, die Constitution, die President und United States, wurden als nominelle 44-Kanonen-Fregatten gebaut. Sie waren bedeutend größer, stärker gebaut und schwerer bewaffnet als europäische Schiffe dieser Kategorie. Die Standardfregatten der britischen und französischen Marinen trugen als Hauptbewaffnung meist achtundzwanzig 18-Pfünder-Kanonen, die Constitution wurde hingegen mit dreißig 24-Pfündern bestückt. Das Konzept der übergroßen Fregatten begegnete allerdings innerhalb der US Navy einigem Widerstand, nicht zuletzt wegen der enormen Kosten, aber bewies spätestens durch die Erfolge im Krieg von 1812 seine Berechtigung.
Am Entwurf der Constitution waren die Konstrukteure Joshua Humphreys, William Doughty und Josiah Fox beteiligt. Das Schiff wurde auf der Werft des Edmund Hartt in Boston, Massachusetts gebaut. Die Kiellegung fand am 1. November 1794 statt, die Beaufsichtigung des Baus oblag zu diesem Zeitpunkt Kapitän Samuel Nicholson und dem Schiffbauer George Claghorn.
Der Rumpf wurde hauptsächlich aus Eichenholz, Teile der Beplankung der Seiten und der Decks auch aus Kiefernholz gebaut. Besonderer Wert wurde darauf gelegt, dass eine Anzahl der strukturell wichtigsten Hölzer aus der besonders dichten und festen Virginia-Eiche gefertigt wurde, die zeitraubend aus Gascoigne Bluff in St. Simons, Georgia, herangeschafft werden musste. Die Bordseiten der Constitution erreichten eine Stärke von bis zu 53 cm. Insgesamt wurden gut 24 Hektar Wald für den Bau des Schiffes geschlagen, allein 2.000 Virginia-Eichen wurden für die Constitution verwendet.
Eine wichtige Weiterentwicklung gegenüber britischen Fregatten war die Schaffung eines praktisch durchgehenden Oberdecks. Bei britischen Fregatten waren Achterdeck und Back zu dieser Zeit durch schmale Laufbrücken (gangways) an den Bordwänden verbunden. Bei den größeren amerikanischen Fregatten wurden die Laufbrücken über der Kuhl derart verbreitert, dass in der Mitte nur noch eine Öffnung von etwa halber Schiffsbreite verblieb. Das Spardeck bot den Vorteil, dass die Mannschaften auf dem Batteriedeck im Gefecht besser vor herabfallenden Trümmern der Takelage geschützt waren. Zudem konnten auf dem verbreiterten Bereich Geschütze aufgestellt werden. Der Entwurf der Constitution-Klasse besaß dort Stückpforten, aber zu einer Aufstellung von Geschützen dort kam es nur vorübergehend, weil selbst die großen 44er eine solche Menge an Geschützen nicht dauerhaft tragen konnten. Im Krieg von 1812 waren bei allen drei der großen US-Fregatten die Stückpforten auf dem Oberdeck zwischen Fock- und Großmast wieder verschwunden.
Die Längsfestigkeit des Rumpfs stellte bei der Constitution, einer der größten Fregatten ihrer Zeit, eine besondere Herausforderung dar. Die Constitution war so lang wie ein zeitgenössisches 74-Kanonen-Linienschiff, besaß jedoch ein Deck weniger, das den Rumpf in Längsrichtung gegen das bei langen Holzrümpfen auftretende „Hogging“ (Herabhängen der Enden) hätte stabilisieren können. Als Gegenmaßnahme wurden auf den Decks jeweils zwei Paar Scherstöcke vorgeschrieben, während sonst bei Fregatten nur eines üblich war. Zudem wurden nach Vorschlag Joshua Humphreys’ im Raum des Schiffs (dem Ort zwischen dem unteren Deck und dem Boden) Diagonalverstrebungen (diagonal riders) eingebaut. Diese Diagonalstreben scheinen jedoch nicht den erhofften Effekt gezeigt zu haben und wurden bald wieder ausgebaut.
Zum Schutz des Unterwasserschiffes vor Bewuchs und Bohrmuscheln erhielt die Constitution einen Kupferbeschlag der seit etwa 1780 verbreiteten Art. Das Kupferblech dafür wurde aus Großbritannien importiert.
Am 20. September 1797 sollte der Stapellauf der Fregatte stattfinden. Der Rumpf bewegte sich aber nur 8,2 m weit in Richtung Wasser und blieb dann stecken. Der zweite Versuch zwei Tage später brachte weitere 9,4 m. Erst nachdem die Rampe erneuert worden war, konnte die Constitution endlich am 21. Oktober 1797 in das Hafenbecken von Boston ablaufen. Die Fregatte wurde von Kapitän James Sever getauft, indem er eine Flasche Madeira am Bugspriet zerbrach.

## Quasi-Krieg gegen Frankreich
Obwohl Frankreich während des Amerikanischen Unabhängigkeitskrieges der wichtigste Verbündete der Kolonien gegen Großbritannien gewesen war, wurden Ende der 1790er Jahre amerikanische Handelsschiffe zunehmend Opfer französischer Kaperschiffe. Die neuen amerikanischen Fregatten wurden daher zum Schutz der Handelsrouten und der Bekämpfung der französischen Freibeuter eingesetzt. Die Constitution wurde im Juli 1798 unter Kapitän Samuel Nicholson erstmals in Dienst gestellt. Am 8. September traf sie auf das Kaperschiff Niger (24 Kanonen) und brachte es auf. Obwohl die Besatzung darauf hinwies, unter britischem Schutz gegen das napoleonische Frankreich zu kämpfen, wurde sie auf Nicholsons Befehl in Ketten gelegt. Später stellte sich heraus, dass die Niger tatsächlich unter britischer Flagge operiert hatte, woraufhin die US-Regierung Schiff und Besatzung freiließ und den Briten eine Entschädigung von 11.000 Dollar bezahlte. Am 15. Januar 1799 stoppte die Constitution das Handelsschiff Spencer. Es stellte sich heraus, dass es ein britisches Schiff war, das von der französischen Fregatte Insurgente gekapert worden war und nun mit einer französischen Prisenbesatzung segelte. Da Nicholson glaubte, nach den ihm gegebenen Befehlen nur französische Schiffe angreifen oder gekaperte amerikanische Handelsschiffe zurückerobern zu dürfen, ließ er die Franzosen am nächsten Tag mit ihrer Prise weitersegeln. Diese Fehlentscheidung trug wahrscheinlich dazu bei, dass Nicholson im Juni 1799 durch Kapitän Silas Talbot ersetzt wurde. Während des Krieges mit Frankreich gelang es der Constitution, einige US-Schiffe zurückzuerobern und am 11. Mai 1800 den französischen Freibeuter Sandwich zu kapern.

## Erster Barbareskenkrieg 1803

Angriff der US Navy auf Tripolis 1804 (die Constitution ist im Vordergrund zu sehen)

Im Jahr 1803 wurde die Constitution unter Kapitän Edward Preble zum Flaggschiff des Mittelmeergeschwaders, das gegen die Barbareskenstaaten Nordafrikas kämpfte. Diese Staaten verlangten von amerikanischen Schiffen Tribut im Gegenzug dafür, dass letztere Mittelmeerhäfen anlaufen durften.
Kampagne gegen Tripolis und Verlust der Philadelphia
1803 begann Kommodore Edward Preble eine Kampagne gegen Tripolis. Er blockierte Häfen, beschoss Befestigungen und griff feindliche Schiffe an. Am 31. Oktober ging dabei die amerikanische Fregatte Philadelphia verloren, als sie bei dem Versuch, ein feindliches Schiff zu stellen, vor Tripolis auf Grund lief. Das Schiff musste vor feindlichen Kanonenbooten kapitulieren und wurde mitsamt seinen 300 Mann Besatzung in den Hafen von Tripolis eingebracht. Kommodore Preble beschloss, die Philadelphia durch ein Enterkommando verbrennen zu lassen, um das wertvolle Kriegsschiff nicht in der Hand des Feindes zu belassen. Am 16. Februar 1804 segelte Leutnant Stephen Decatur, Kommandant des Schoners Enterprise, mit einem Kommando von 75 Mann (Mannschaften von der Enterprise und einige Freiwillige von der Constitution) an Bord einer gekaperten feindlichen Ketsch in den Hafen von Tripolis. Es gelang den Amerikanern, die Philadelphia zu entern, in Brand zu setzen und ohne eigene Verluste wieder zu entkommen.
Trotz der Zerstörung der Philadelphia gelang es den Amerikanern, mit Unterstützung der Regierung von Neapel ihre Blockade aufrechtzuerhalten. Unter diesem Druck sah sich Tripolis zu Friedensverhandlungen veranlasst. Am 5. Juni 1805 wurde ein Friedensvertrag an Bord der Constitution unterzeichnet, nachdem zuvor die Besatzung der Philadelphia auf freien Fuß gesetzt worden war. Am 14. August stimmte auch Tunis einem inhaltlich ähnlichen Friedensvertrag zu.
Die Constitution patrouillierte noch zwei Jahre nach Kriegsende entlang der nordafrikanischen Küste, um die Einhaltung der Vertragsbedingungen zu überwachen. 1807 kehrte sie nach Boston zur Überholung zurück. Danach wurde sie 1809 zum Flaggschiff des Nordatlantikgeschwaders unter Kommodore John Rodgers.

## Der Krieg von 1812

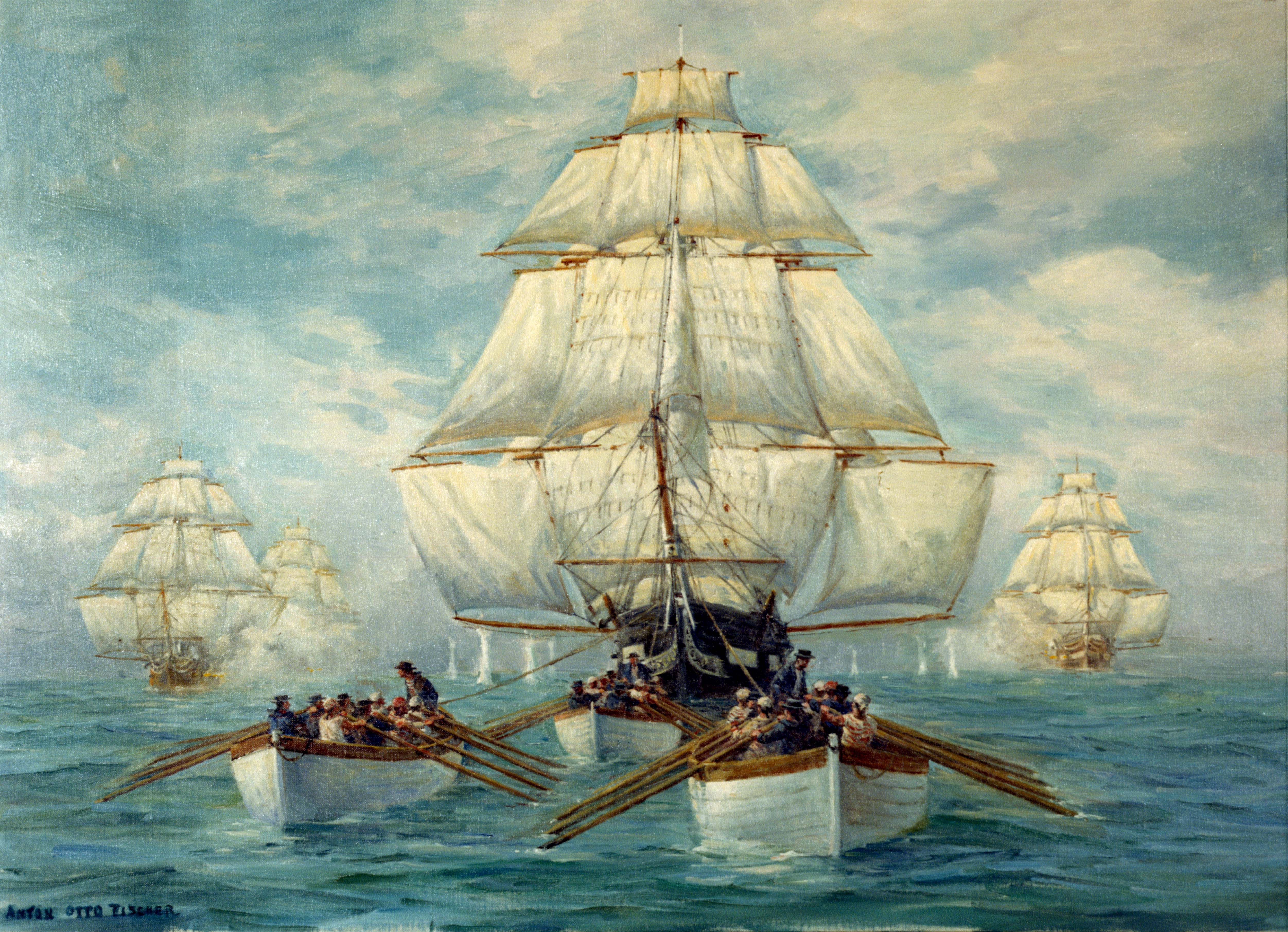
Verfolgung der Constitution durch ein britisches Geschwader im Juli 1812. Bei allen Schiffen sind wegen des schwachen Windes beidseits die Leesegel gesetzt.

Im Frühjahr 1812 verschlechterten sich die Beziehungen zu Großbritannien dramatisch, und die US Navy begann, sich auf einen bevorstehenden Krieg vorzubereiten. Die Kriegserklärung erfolgte am 20. Juni. Kapitän Isaac Hull, der seit 1810 Kommandant der Fregatte war, stach am 12. Juli ohne Befehl in See, um einer Blockade im Hafen zuvorzukommen. Er beabsichtigte, sich einem Geschwader von fünf Schiffen anzuschließen, welche unter dem Kommando von Kommodore John Rodgers standen.
Die Constitution sichtete am 17. Juli fünf Schiffe vor Egg Harbor (New Jersey). Am folgenden Morgen stellte der Ausguck fest, dass es sich um ein britisches Geschwader handelte. Es bestand aus den Schiffen Belvidera (36 Kanonen), Aeolus (32 Kanonen), Africa (64 Kanonen), Shannon (38 Kanonen) und der Guerriere (38 Kanonen) und hatte die US-Fregatte ebenfalls gesichtet. Kapitän Philip Broke, der das Geschwader kommandierte, nahm sofort die Verfolgung auf. Die Schiffe befanden sich in einer Flaute, und so ließ Kapitän Hull Boote aussetzen, um die US-Fregatte außer Reichweite der britischen Kanonen zu schleppen. Die britischen Schiffe imitierten dieses Manöver und schließlich gelang es den Schiffen Shannon und Aeolus, in Reichweite der Amerikaner zu gelangen. Die britischen Kapitäne eröffneten jedoch noch nicht das Feuer, da sie eine Verlangsamung ihrer Schiffe durch den Kanonenrückstoß befürchteten. Die Crew der Constitution wiederum warf Tonnen an Fracht über Bord, um das Schiff leichter und somit schneller zu machen. Trotzdem kamen die feindlichen Schiffe immer näher und Kapitän Hull sah zum Gefecht keine Alternative mehr. Es war der Erste Offizier Charles Morris, der die Constitution rettete, indem er Hull vorschlug, das Schiff mit Hilfe von durch die Beiboote ausgelegten Warpankern zu beschleunigen. Gleichzeitig empfahl er die Segel zu befeuchten, um noch den allergeringsten Lufthauch nutzen zu können. Mittlerweile hatten die Briten begonnen, vereinzelt die Fregatte zu beschießen, woraufhin die Amerikaner mit zuvor installierten Geschützen am Heck des Schiffes das Feuer erwiderten. Morris’ Ratschläge wurden in die Tat umgesetzt, wodurch die US-Fregatte den Abstand zu ihren Verfolgern wieder vergrößern konnte – einige gezielte Schüsse der Amerikaner zwangen zudem mehrere Verfolger zu Ausweichmanövern. Nach einer etwa 60-stündigen Jagd konnte die Constitution entkommen.

### Gefecht gegen dieGuerriere

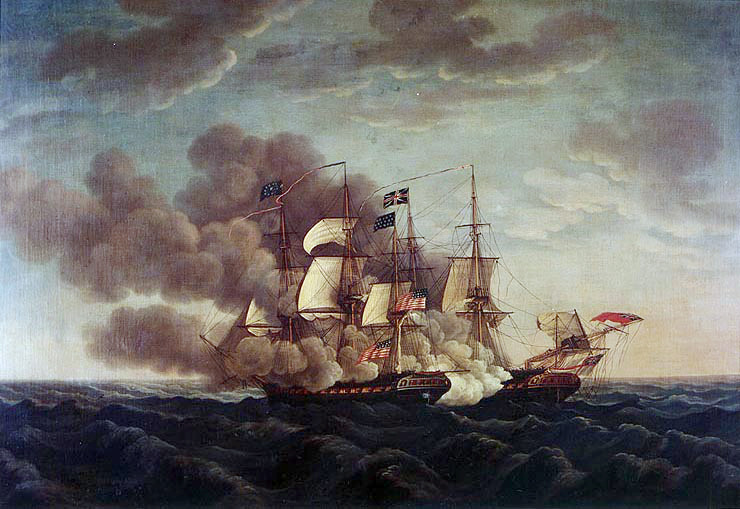
Die Constitution im Kampf gegen die Guerriere am 19. August 1812

Am 19. August traf sie erneut einen ihrer Verfolger vor der Küste von Neuschottland – die Guerriere, eine 38-Kanonen-Fregatte unter dem Kommando von James Richard Dacres. Auf einem ihrer Segel hatte die Guerriere den Schriftzug „Not the Little Belt“ geschrieben. Die Briten erinnerten damit an den Angriff der President auf die weit unterlegene Sloop Little Belt kurz vor Kriegsbeginn.
Das britische Schiff feuerte den ersten Schuss des Gefechts. Kapitän Hull, der auf einen Kaperversuch der Briten spekulierte, ließ die Guerriere bis auf 23 m herankommen, bevor er eine volle Breitseite abfeuerte und damit den Besanmast des gegnerischen Schiffes zerstörte. Während eines misslungenen Segelmanövers verhakten sich die beiden Schiffe kurzzeitig ineinander, dadurch wurde auch der Bugspriet der Guerriere beschädigt, wodurch die Amerikaner das Gefecht de Facto zu ihren Gunsten entschieden hatten. Innerhalb von 20 Minuten wurde die Britische Fregatte durch fortgesetztes Geschützfeuer der Constitution schließlich komplett entmastet. Kapitän Hull beschloss, die feindliche Crew zu evakuieren und das Schiff zu verbrennen, obwohl es theoretisch möglich gewesen wäre, die Guerriere nach Boston zu schleppen. Unabhängig davon war es das erste Mal seit fast zehn Jahren, dass eine britische Fregatte in einem Eins-zu-Eins-Gefecht vor dem Feind die Flagge streichen musste, was über die Grenzen der Vereinigten Staaten und Großbritanniens hinweg für Aufsehen sorgte. Dass zudem ausgerechnet die Guerriere von einem US-Schiff zerstört wurde, wurde von der amerikanischen Öffentlichkeit mit besonderer Genugtuung zur Kenntnis genommen. Das britische Schiff war in einem der aufsehenerregendsten Fälle von "Impressment" (Zwangsrekrutierung) verwickelt gewesen. Dieses war von Dacres' Vorgänger 1811 auf der USS Spitfire durchgeführt worden und hatte für große Empörung in den USA gesorgt. Die „Impressments“ amerikanischer Seeleute für die Royal Navy dienten den Vereinigten Staaten später als eines der Hauptargumente für die Kriegserklärung an Großbritannien.

### Gefecht gegen dieJava

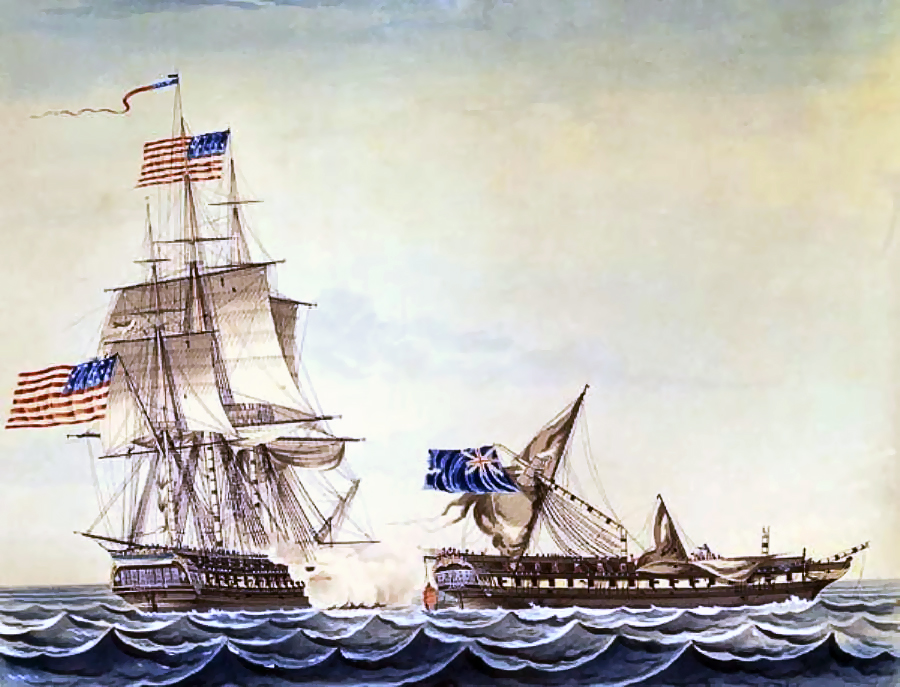
Gefecht zwischen Constitution und Java am 29. Dezember 1812

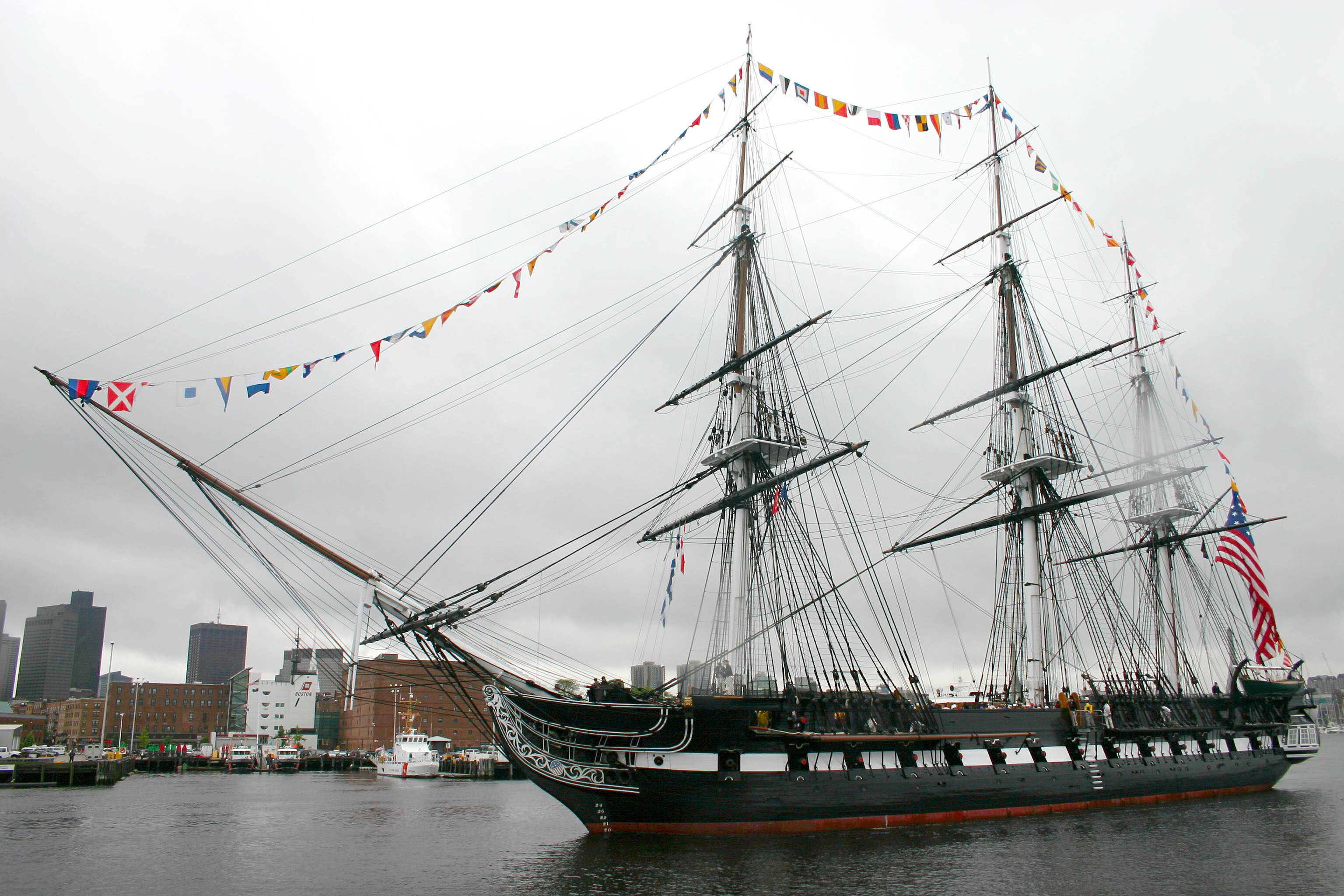
Backbordansicht der Fregatte

Um den britischen Walfang und sonstigen Handel im Südpazifik zu stören, wurde die Constitution Ende 1812 unter dem Kommando von Kommodore William Bainbridge gemeinsam mit der Sloop Hornet zu einem Treffen mit der Essex an die brasilianische Küste beordert. Das Ziel war es, Kap Hoorn zu umsegeln, um dann gemeinsam gegen die Briten zu operieren.
Die Constitution traf jedoch am 29. Dezember vor der brasilianischen Küstenstadt Salvador da Bahia auf die britische 38-Kanonen-Fregatte Java unter dem erfahrenen Kapitän Henry Lambert. Das Schiff war, wie die Guerriere, französischer Herkunft und für seine hervorragenden Segeleigenschaften bekannt. Durch ihre leichte Konstruktionsweise war die Java wesentlich schneller und manövrierfähiger als die vergleichsweise schwere US Fregatte. Allerdings bestand ein erheblicher Teil der Crew aus für britische Verhältnisse wenig erfahrenen und zum Teil neu rekrutierten Seeleuten. Die Hauptbewaffnung der Java bestand aus 18-Pfündern. Sie war auf dem Weg nach Indien und hatte Baumaterial für Schiffe geladen. Außerdem hatte sie für andere Schiffe bestimmte Seeleute sowie den zukünftigen Gouverneur Thomas Hislop und dessen Stab an Bord.
Die Java hatte den Windvorteil, konnte somit schnell zur Constitution aufschließen und diese gegen 14 Uhr zum Gefecht stellen. Eine Breitseite der Briten zerstörte wenig später das Steuerrad der US-Fregatte und machte sie kurzzeitig manövrierunfähig. Die Java versuchte diesen Vorteil auszunutzen und positionierte sich dazu hinter dem amerikanischen Schiff, um es mit einer Breitseite in das ungeschützte Heck „bestreichen“ zu können. Allerdings hatte der Beschuss nur wenig Effekt, weil nicht alle ihre Geschütze feuern konnten. Da sich Segelschiffe der damaligen Zeit mit relativ wenig Aufwand über die Ruderpinne unter Deck steuern ließen, konnte Bainbridge schnell wieder die Kontrolle über sein Schiff erlangen, nachdem er einige Männer an die Ruderanlage befohlen hatte.
Die Constitution konnte so das Gefecht fortsetzen und in der Folge mit schweren Breitseiten aus ihren 24-Pfündern die britische Fregatte nach und nach entmasten und niederkämpfen. Nachdem sich die US-Fregatte für Reparaturen zurückgezogen hatte, kehrte sie um und wartete außerhalb der Reichweite der britischen Kanonen. Die Briten erkannten die Aussichtslosigkeit ihrer Situation, da die Java durch das mehr als dreistündige Gefecht irreparabel beschädigt worden war und strichen gegen 17:30 Uhr die Flagge. Ihre Verluste beliefen sich auf 22 Tote und 102 Verwundete, darunter Kapitän Lambert, der wenige Tage später seinen Verletzungen erlag. Die Amerikaner hatten 14 Tote und 20 Verwundete zu beklagen, unter den Verwundeten war auch Kommodore Bainbridge.
Die Amerikaner behielten nur das Steuerrad der Java als Ersatz für das eigene, im Kampf zerschossene, und versenkten die Fregatte. Die teils schweren Schäden an Rumpf und Takelage der Constitution zwangen Bainbridge zwar zur vorzeitigen Rückkehr nach Boston, dennoch führte der neuerliche Sieg von Old Ironsides gegen ein Schiff der Royal Navy dazu, dass das Schiff endgültig zur amerikanischen Ikone wurde. Die britische Admiralität reagierte auf den mittlerweile dritten Verlust einer ihrer 38er Fregatten in diesem Krieg mit einem Verbot, die amerikanischen schweren Fregatten anzugreifen. Ausgenommen davon waren Linienschiffe und überlegene Geschwader.

### 1813–1814
Nach ihrer Rückkehr war die Constitution teils wegen Reparaturen, teils wegen britischer Blockaden für längere Zeit untätig. Charles Stewart übernahm das Kommando der US-Fregatte am 18. Juli 1813 und konzentrierte sich auf zügige Erledigung der ausstehenden Reparaturen. Im Dezember konnte die Constitution die Blockade der Engländer durchbrechen und setzte Kurs auf die Westindischen Inseln. Während ihrer Fahrt konnte sie insgesamt fünf britische Schiffe kapern, darunter den 16-Kanonen-Schoner Pictou, der im März 1814 versenkt wurde. Die Schiffe HMS Columbine und HMS Pique konnten den Amerikanern hingegen entkommen. Ein Bruch des Hauptmasts zwang Stewart letztlich zur vorzeitigen Rückkehr nach Boston, wobei es der Fregatte erneut gelang, einem britischen Geschwader, bestehend aus HMS Junon und HMS Tenedos, zu entkommen. Das auch mit Unterstützung der Bevölkerung von Marblehead, die ihrem bedrängten Schiff bei Fort Sewall mit teils privat organisierten Geschützen zu Hilfe kam.

### Gefecht gegen dieCyaneund dieLevant
Am 18. Dezember 1814 gelang es Kapitän Stewart, die Constitution erneut durch die britische Blockade Bostons zu bringen. Sie war damit die einzige Fregatte der US Navy, die zu diesem Zeitpunkt noch gegen die Briten operieren konnte.
Unterdessen zeichnete sich ein Friedensschluss zwischen Großbritannien und den Vereinigten Staaten ab. Am 24. Dezember 1814 wurde in Gent von den USA und Großbritannien ein Friedensvertrag unterzeichnet, allerdings stand die Ratifizierung des Vertrages durch den US-Kongress noch aus. Noch im Dezember kaperte die Constitution das britische Handelsschiff Lord Nelson. Als sich die Constitution am 8. Februar in der Nähe der Kanaren befand, erhielt Kapitän Stewart von zwei Schiffen Nachrichten über einen bevorstehenden Friedensschluss. Am 16. wurde das britische Handelsschiff Susanna gekapert, das Felle im damaligen Wert von 75.000 Dollar geladen hatte.
Am 20. Februar befand sich die Constitution etwa 180 Seemeilen ostnordöstlich von Madeira, als zwei Schiffe gesichtet wurden. Es handelte sich um die britischen Kriegsschiffe Cyane (22 Geschütze) und Levant (20 Geschütze), welche als Nachhut für zwei britische Konvois fungierten. Die beiden Schiffe konnten aus ihrer fast ausschließlich aus Karronaden bestehenden Bewaffnung zwar insgesamt ein höheres Gewicht an Kanonenkugeln als die Constitution abfeuern, verfügten aber nicht über die Reichweite und Durchschlagskraft der 24-Pfünder-Kanonen der amerikanischen Fregatte. So konnte die Constitution das Gefecht aus sicherer Distanz eröffnen. Cyane und Levant beantworteten den Angriff der US-Fregatte mit einer Serie von Breitseiten. Aber das geschickte Manövrieren Stewarts verhinderte, dass die britischen Schiffe ihre zumindest theoretische 2:1-Überlegenheit zum Tragen bringen konnten. Dabei gelang es der Constitution praktisch gleichzeitig, die Cyane zur Kapitulation zu zwingen und die Levant schwer zu beschädigen. Nachdem Stewart eine Prisenbesatzung auf die Cyane geschickt hatte, nahm er erneut den Kampf mit der Levant auf. Trotz hoffnungsloser Unterlegenheit stellte sich das britische Schiff der Constitution, wurde von dieser aber nach einem kurzen Gefecht zur Aufgabe gezwungen und ebenfalls als Prise genommen. Beide Schiffe konnten von den Amerikanern mit Hilfe der britischen Gefangenen wieder seetüchtig gemacht werden.

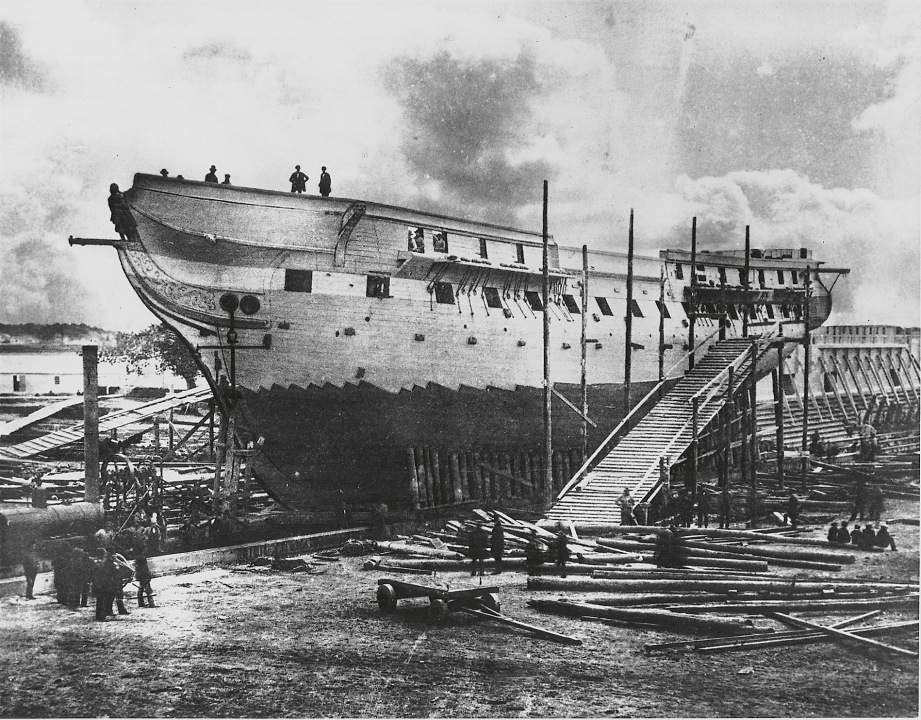
Die Constitution 1858 nach Reparaturarbeiten in den Navy Yards, Portsmouth, N.H.

Auf dem Heimweg wurden die Constitution und ihre britischen Prisen bei den Kapverdischen Inseln von einem überlegenen britischen Geschwader überrascht. Es bestand aus Acasta, Leander und Newcastle unter dem Kommando Sir George Colliers. Leander und Newcastle waren der US Fregatte artilleristisch jeweils ebenbürtig, denn die beiden Schiffe waren von den Briten eigens als Antwort auf die großen amerikanischen Fregatten gebaut worden. Collier hatte bereits zuvor vergeblich versucht, die Constitution auf ihrem Weg Richtung Afrika abzufangen. Durch unkoordiniertes Verhalten der Verfolger konnte die Constitution jedoch erneut entkommen, auch der Cyane gelang die Flucht – nur die Levant wurde von den Briten zurückerobert.
Cyane und Constitution erreichten die USA am 10. April beziehungsweise 15. Mai 1815.
Die Constitution und Stewart wurden nach der Rückkehr gefeiert, und der „National Intelligencer“ schlug vor, das Schiff zu erhalten, „not as a sheer hulk, in ordinary (for she is no ordinary vessel): but, in honorable pomp as a glorious Monument of her own, and our other Naval Victories. [...] She has „done her duty“; and we can therefore afford to preserve her from future dangers.“ ("Nicht einfach nur als Rumpf, wie gewöhnlich (denn sie ist kein gewöhnliches Schiff), sondern in ehrenvollem Pomp als ruhmreiches Denkmal für ihre und all unsere anderen Siege auf See. [...] Sie hat ihre Pflicht erfüllt und wir können es uns daher leisten, sie vor zukünftigen Gefahren zu bewahren").

### Bedeutung der Kriegsereignisse für die Vereinigten Staaten und Großbritannien
Die Siege der Constitution und der anderen amerikanischen Schiffe über die Briten während des Krieges von 1812 hatten größere moralische als militärische Bedeutung, sowohl für die Amerikaner als auch für die Briten. Vor den britischen Niederlagen in den bekannten Fregattenduellen dieses Krieges besaß die Royal Navy so etwas wie den Nimbus der Unbesiegbarkeit, der mit den Siegen der Constitution und der anderen amerikanischen Schiffe verlorenging. Die Reihe von unerwarteten Misserfolgen löste in Großbritannien Kontroversen über die Royal Navy und ihre Schiffe aus, woraufhin sich der schwer unter Druck geratene britische Premierminister Liverpool nach dem Friedensschluss zu einer umfangreichen Flottenreform veranlasst sah. Der Britische Militärhistoriker William M. James übte zudem in seinem Werk Naval History von 1823 besonders scharfe Kritik an George Collier, da dieser 1815 die Constitution trotz Überlegenheit seines Geschwaders nicht stellen konnte. Collier versuchte daraufhin vergeblich, seinen Ruf wiederherzustellen und beging schließlich im März 1824 Selbstmord.
Trotz dieser großen propagandistischen Wirkung konnten die amerikanischen Siege jedoch die auf großem numerischen Übergewicht beruhende Seeherrschaft der Briten damals noch nicht ernsthaft gefährden. Allerdings schädigte man sie auf wirtschaftlicher bzw. logistischer Ebene, da die Royal Navy nun gezwungen war, ihre Präsenz in Übersee drastisch zu verstärken, da es der US Navy und verbündeten Kaperschiffen gelungen war, hunderte britische Handelsschiffe aufzubringen.

## 1815 bis 1900

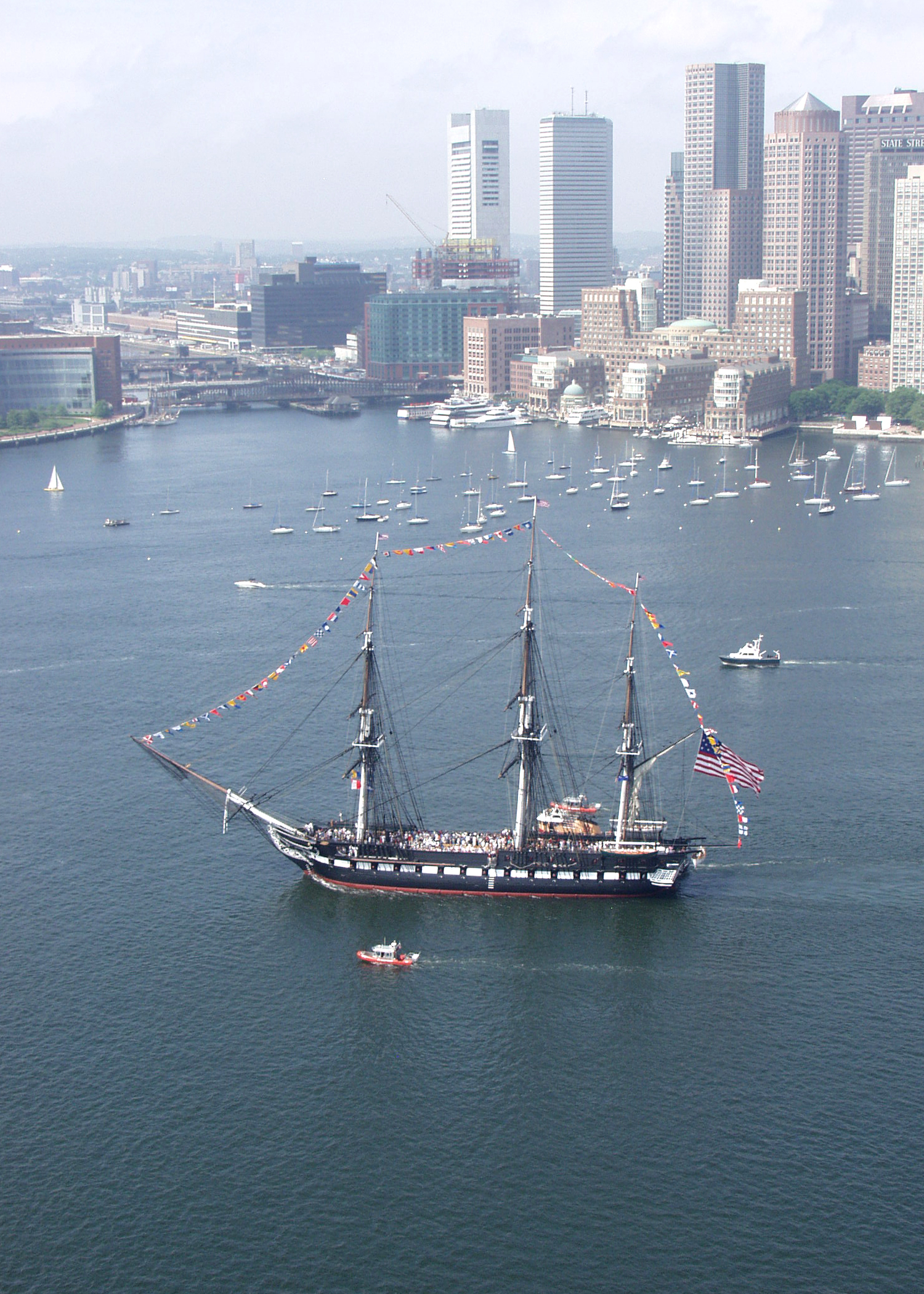
Die Constitution 2005 in Boston

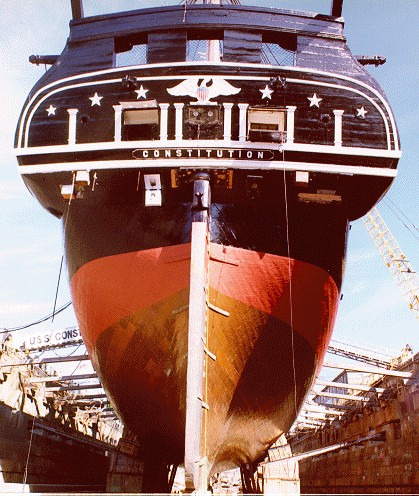
Die Constitution 1995 im Trockendock

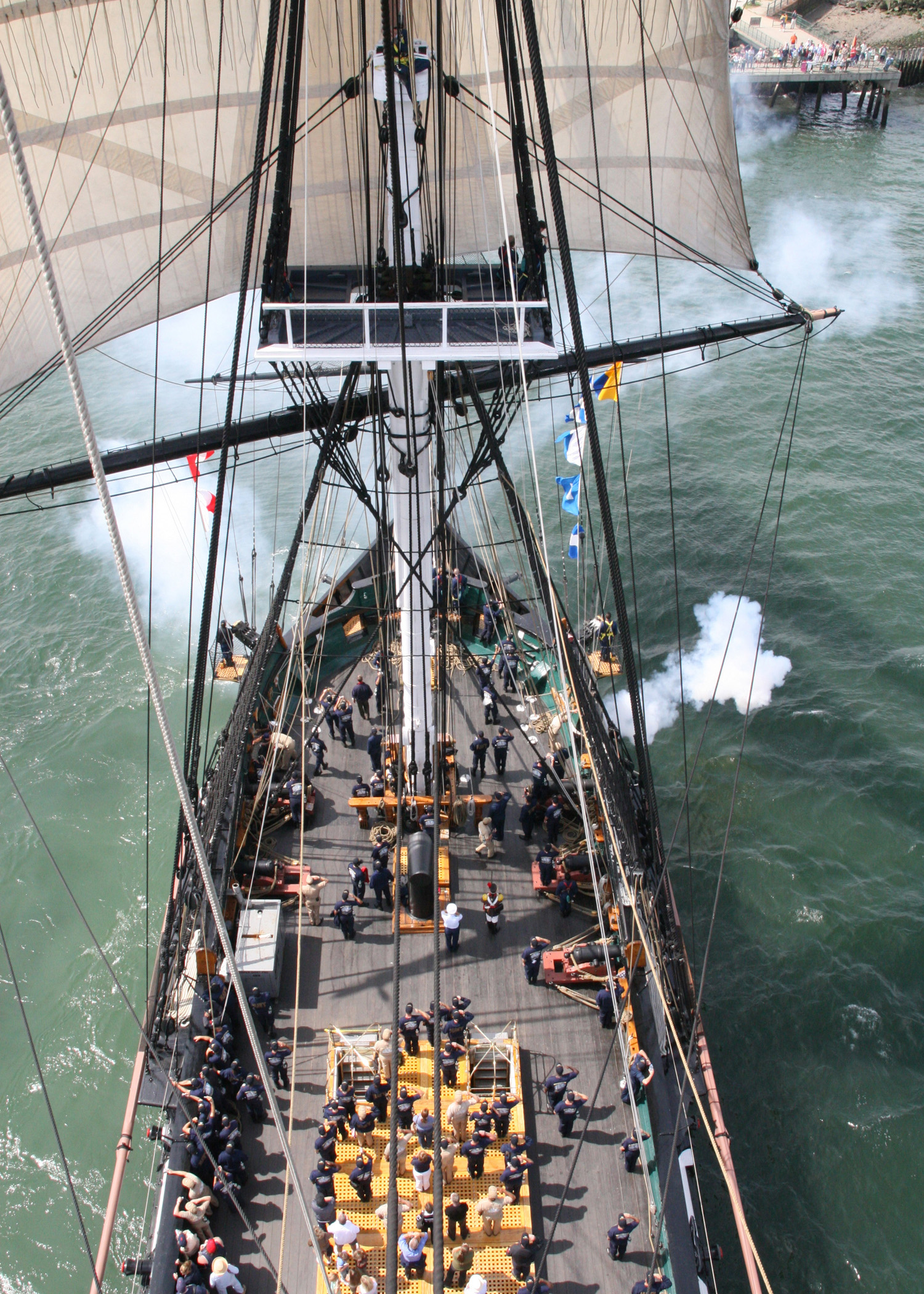
Die Constitution feuert einen 21-Kanonen-Salut (2006).

Nach sechs Jahren Reparaturen und Reservestatus wurde die Constitution 1821 reaktiviert und diente unter Kapitän Jacob Jones als Flaggschiff des Mittelmeergeschwaders. 1828 kehrte sie nach Boston zurück.
Nach einer Inspektion wurde das Schiff 1830 als für den Seedienst untauglich eingestuft. Über den Beschluss zur Abwrackung war die amerikanische Öffentlichkeit sehr aufgebracht, besonders nach der Veröffentlichung des Gedichts „Old Ironsides“ von Oliver Wendell Holmes. Angesichts des Protests stellte der Kongress Mittel zur Reparatur des Schiffs bereit. 1835 wurde es wieder in Dienst gestellt, brachte den amerikanischen Gesandten nach Frankreich und diente anschließend unter Kommodore Jesse D. Elliot als Flaggschiff des Mittelmeergeschwaders und ab 1839 unter Kommodore Alexander Claxton im Pazifik.
1844–1846 unternahm die Constitution unter dem Kommando von Kapitän „Mad Jack“ John Percival eine Weltumsegelung. Während dieser brach 1845 an Bord eine Fieberepidemie aus, der mehrere Besatzungsmitglieder zum Opfer fielen. Das zwang Kapitän Percival, Singapur anzusteuern. Dort angekommen, besuchte Commodore Henry Ducie Chads, Kommandant der Cambrian, die Constitution und bot der US-Fregatte medizinische Unterstützung an. Es handelte sich dabei um denselben Chads, der 33 Jahre zuvor als Lieutenant anstelle des schwer verletzten Kapitän Henry Lambert mit der Java vor der Constitution kapituliert hatte. Anschließend versuchte die Constitution am 10. Mai 1845 unter Percival die Befreiung des französischen Missionars Dominique Lefèbvre in Huế im Kaiserreich Vietnam durch ein Landungsunternehmen und die Festsetzung von drei vietnamesischen Dschunken zu erreichen, was jedoch misslang.
Im Anschluss an die Weltumsegelung war die Constitution Flaggschiff des Mittelmeer- und Afrikageschwaders.
In den 1850er Jahren patrouillierte sie an der afrikanischen Küste auf der Suche nach Sklavenschiffen. 1851 kehrte die Fregatte nach Amerika zurück und wurde für zwei Jahre in New York aufgelegt, von 1853 bis 1855 war sie erneut Flaggschiff des Mittelmeer- und Afrikageschwaders. Am 3. November 1853 brachte sie nahe Angola den amerikanischen Schoner H.N. Gambrill auf, der in den Sklavenhandel involviert war. Gambrill war ihre letzte Prise. Im Juni 1855 endete schließlich ihr aktiver Dienst als Kriegsschiff an der Frontlinie und sie wurde bis 1858 repariert.
Während des Amerikanischen Bürgerkriegs wurden auf ihr Unteroffiziere zur See ausgebildet. Anschließend diente sie bis 1878 meist als Trainingsschiff für Midshipmen.
1878 segelte die Constitution nach Le Havre, um die amerikanischen Ausstellungsstücke zur in Paris stattfindenden Weltausstellung zu bringen. Dort verblieb das Schiff neun Monate lang, um die Ausstellungsstücke anschließend zurückzutransportieren. Während des Rücktransports lief die Constitution am 17. Januar 1879 durch eine nachlässige Seemannschaft auf Grund. Mit Hilfe ihres früheren Gegners, der Royal Navy, wurde sie aus ihrer misslichen Lage befreit und nach Portsmouth geschleppt. Von dort aus stach sie nach kleineren Reparaturen am 13. Februar Richtung USA in See. Die Heimreise gestaltete sich jedoch weiterhin schwierig, denn das Schiff wurde während eines Sturms erneut beschädigt und ließ sich nicht mehr steuern. In einem riskanten Manöver seilten sich drei Matrosen über das Heck zum Ruder ab und konnten es notdürftig reparieren. Nach einer weiteren Überholung in Lissabon erreichte die Constitution schließlich im Mai die USA.
Nach der Rückkehr diente das Schiff bis zur Außerdienststellung weiter als Ausbildungsschiff. Danach wurde die Fregatte in Portsmouth, New Hampshire, aufgelegt, abgetakelt und erhielt auf ganzer Länge ein Dach.

## 1900 bis heute
Im Jahr 1905 rettete die öffentliche Meinung die Constitution erneut vor dem Abwracken; 1925 wurde sie durch die Spenden von Schulkindern und patriotischen Vereinigungen repariert. Am 1. Juli 1931 wurde sie wieder in Dienst gestellt und unternahm im Schlepp des Minensuchers Grepe und des Tenders Bushnell eine Tour zu 90 Hafenstädten entlang der Atlantik-, Golf- und Pazifikküste der Vereinigten Staaten.
Während dieser drei Jahre wurde sie von 4,6 Millionen Menschen besichtigt. Dadurch sicherte sie ihre Stellung als amerikanische Ikone und kehrte in ihren Heimathafen Boston zurück. Seit 1954 ist der Marineminister für ihren Unterhalt verantwortlich. Die Constitution liegt im ehemaligen Boston Navy Yard im Bostoner Stadtteil Charlestown vor Anker. Sie ist für Besucher bei freiem Eintritt geöffnet. Im Dezember 1960 erhielt die Fregatte den Status einer National Historic Landmark zuerkannt.

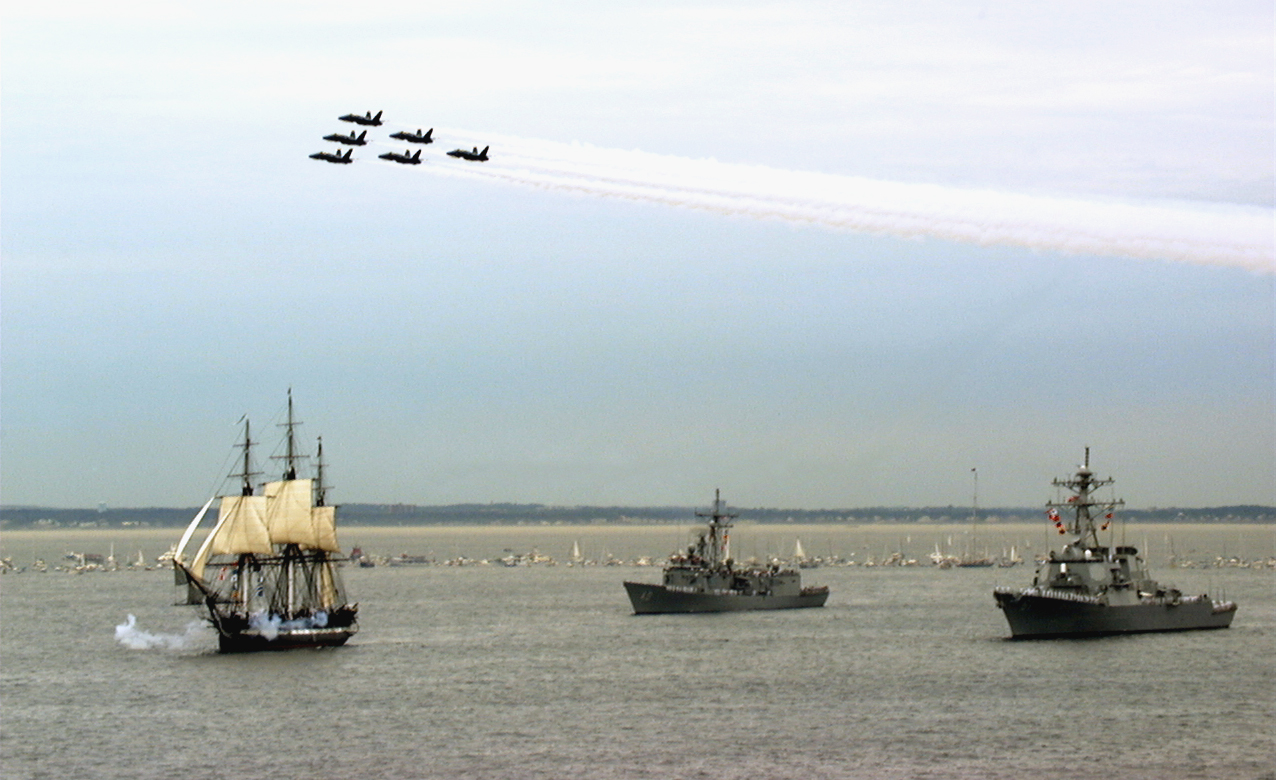
Die Constitution 1997 unter Segeln

Am 21. Juli 1997 stach die Constitution als Teil ihres 200-jährigen Jubiläums zum ersten Mal seit über 100 Jahren wieder unter Segeln in See. Sie wurde von ihrem gewöhnlichen Liegeplatz in Boston nach Marblehead geschleppt und setzte dann sechs Segel. Daraufhin fuhr sie ohne Hilfe über eine Stunde lang. Schließlich feuerte sie 21 Schuss Salut.
Während des Bostoner Segelfestes am 11. Juli 2000 führte sie eine Segelregatta von 120 Schiffen an.
Von Oktober 2007 bis November 2010 wurden an dem Schiff umfangreiche Instandsetzungsarbeiten durchgeführt. Unter anderem wurde das Deck erneuert und Planken am Rumpf ersetzt. Das Schanzkleid wurde außerdem verkleinert, um dem Originalzustand von 1812 wieder näher zu kommen. Die Kosten der Überholung lagen bei rund 12 Millionen Dollar. Am 19. August 2012 stach die Constitution erstmals seit 1997 wieder unter eigenen Segeln in See, um an den Sieg gegen die Guerriere vor genau 200 Jahren zu erinnern.
Mit Cmdr. Billie J. Farrell übernahm am 4. Januar 2022 erstmals seit 224 Jahren eine Frau das Kommando der Constitution.
Die Constitution dient heute als „Staatsschiff“ für Empfänge und offizielle Anlässe. Ihr Auftrag besteht darin, die US Navy vor Millionen von Besuchern zu repräsentieren. Die Besatzung von 55 Seeleuten nimmt an Zeremonien, Lehrveranstaltungen und besonderen Gelegenheiten teil. Dazu hält sie das Schiff für Besucher geöffnet und veranstaltet Besichtigungen. Die Besatzung besteht aus aktiven Marinesoldaten, und der Dienst an Bord gilt als besondere Auszeichnung. Traditionell ist der Kapitän vom Dienst ein aktiver Commander der US Navy.

## Prisen derConstitution1798–1853
Im Verlauf ihrer langen aktiven Dienstzeit konnte die Constitution nachfolgende Schiffe als Prisen aufbringen:
| Kaperdatum         | Name des Schiffs           | Nationalität        | Sonstiges/Funktion                               | Typ          |
| ------------------ | -------------------------- | ------------------- | ------------------------------------------------ | ------------ |
| 8. September 1798  | Niger                      | Großbritannien      | Kaperschiff (Franz. Royalisten mit brit. Lizenz) | Sloop        |
| 27. März 1799      | Neutrality                 | Frankreich          | k. A.                                            | Schoner      |
| 3. April 1799      | Carteret                   | Frankreich          | Frachtschiff                                     | k. A.        |
| 15. September 1799 | Amelia                     | Frankreich          | k. A.                                            | k. A.        |
| 1. Februar 1800    | Swift                      | Vereinigte Staaten  | Handelsschiff                                    | k. A.        |
| 8. Mai 1800        | Ester                      | Frankreich          | Kaperschiff                                      | Schoner      |
| 8. Mai 1800        | Nymph                      | Frankreich          | k. A.                                            | k. A.        |
| 9. Mai 1800        | Sally                      | Vereinigte Staaten  | Handelsschiff                                    | Sloop        |
| 11. Mai 1800       | Sandwich                   | Frankreich          | Kaperschiff                                      | k. A.        |
| 11. September 1804 | (kein Schiffsname bekannt) | Osmanisches Reich   | Blockadeschiff                                   | Brigg        |
| 11. September 1804 | (kein Schiffsname bekannt) | Osmanisches Reich   | Blockadeschiff                                   | Brigg        |
| 24. April 1805     | (kein Schiffsname bekannt) | Osmanisches Reich   | k. A.                                            | Schebecke    |
| 24. April 1805     | (kein Schiffsname bekannt) | Osmanisches Reich   | k. A.                                            | k. A.        |
| 24. April 1805     | (kein Schiffsname bekannt) | Osmanisches Reich   | k. A.                                            | k. A.        |
| Mai 1810           | Golconda                   | Vereinigte Staaten  | Handelsschiff                                    | k. A.        |
| Mai 1810           | Rose                       | Vereinigte Staaten  | Handelsschiff                                    | k. A.        |
| 10. August 1812    | Lady Warren                | Großbritannien      | evakuiert und versenkt                           | Brigg        |
| 11. August 1812    | Adiona                     | Großbritannien      | k. A.                                            | Brigg        |
| 15. August 1812    | Adelina                    | Großbritannien      | k. A.                                            | Brigg        |
| 15. August 1812    | Adelaide                   | Großbritannien      | k. A.                                            | Brigg        |
| 19. August 1812    | Guerriere                  | Großbritannien      | Kriegsschiff (evakuiert und versenkt)            | Fregatte     |
| 9. November 1812   | South Carolina             | Vereinigte Staaten  | Amerikanisches Schiff mit brit. Lizenz           | Brigg        |
| 29. Dezember 1812  | Java                       | Großbritannien      | Kriegsschiff (evakuiert und versenkt)            | Fregatte     |
| 14. Februar 1814   | Lovely Ann                 | Großbritannien      | Frachtschiff (als Prise übernommen)              | k. A.        |
| 14. Februar 1814   | Pictou                     | Großbritannien      | Kriegsschiff (evakuiert und versenkt)            | Schoner      |
| 17. Februar 1814   | Phoenix                    | Großbritannien      | k. A.                                            | Schoner      |
| 19. Februar 1814   | Catherine                  | Großbritannien      | k. A.                                            | Brigg        |
| 24. Dezember 1814  | Lord Nelson                | Großbritannien      | Handelsschiff                                    | Brigg        |
| 18. Februar 1815   | Susanna                    | Großbritannien      | Handelsschiff (als Prise übernommen)             | k. A.        |
| 20. Februar 1815   | Cyane                      | Großbritannien      | Kriegsschiff (in die US Navy übernommen)         | Fregatte     |
| 20. Februar 1815   | Levant                     | Großbritannien      | Kriegsschiff (von den Briten zurückerobert)      | Sloop of War |
| 15. Mai 1845       | (kein Schiffsname bekannt) | Kaiserreich Vietnam | wieder freigelassen                              | Dschunke     |
| 15. Mai 1845       | (kein Schiffsname bekannt) | Kaiserreich Vietnam | wieder freigelassen                              | Dschunke     |
| 15. Mai 1845       | (kein Schiffsname bekannt) | Kaiserreich Vietnam | wieder freigelassen                              | Dschunke     |
| 3. November 1853   | H.N. Gambrill              | Vereinigte Staaten  | Sklavenschiff                                    | Schoner      |

## Vermächtnis

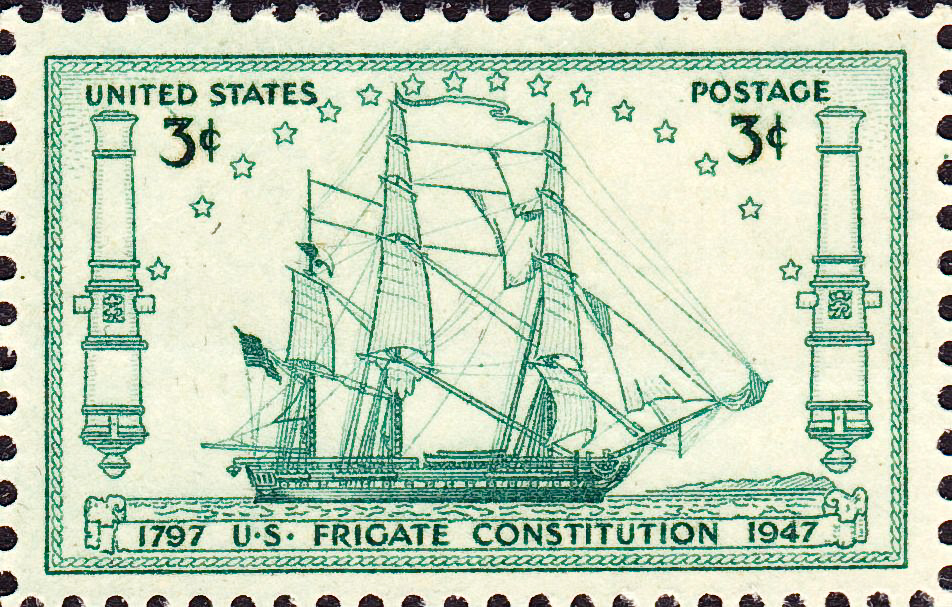
150 Jahre USS Constitution: amerikanische Briefmarke von 1947

Die 1. US-Panzerdivision wählte ihren offiziellen Spitznamen Old Ironsides nach dem der Constitution.
In Patrick O’Brians Roman Kanonen auf hoher See (Originaltitel Fortune of War) findet sich ein mit fiktiven Elementen gepaarter Ablauf des Gefechts der Constitution gegen die Java.
Im Roman Yankee Mission von Julian Stockwin wird das Gefecht gegen die Java auch behandelt.
Im Film Master & Commander – Bis ans Ende der Welt, der auf einem anderen Roman von O’Brian basiert, diente die Constitution als Vorlage für das fiktive französische Kaperschiff Acheron.
In C.S. Foresters Roman Hornblower auf der "Hotspur" (Originaltitel Hornblower and the "Hotspur") wird die Constitution ebenfalls erwähnt.